# Unité de production cinématographique Bretagne
L'Unité de production cinématographique Bretagne o UPCB és un col·lectiu militant de cinema documental, actiu a Bretanya des de 1971 fins a 1981.

## Descripció
Des de 1945, René Vautier, Nicole Le Garrec i Félix Le Garrec han viatjat pel món per documentar les lluites socials i anticolonials. L'any 1971, René Vautier de Camaret-sur-Mer es va traslladar a Plonéour-Lanvern. Aleshores van tenir la idea de crear un col·lectiu a Bretanya per tal de documentar la seva pròpia realitat. El col·lectiu va adoptar la forma jurídica de SARL l'any 1974. René Vautier porta al col·lectiu els seus coneixements tècnics i la seva experiència professional com a cineasta activista. Nicole Le Garrec aporta el seu coneixement de l'entorn bretó. Fa el vincle amb la gent local, especialment les lluites obreres. Antoine Bonfanti, Bruno Muel, Théo Robichet, Nicole le Garrec, Félix le Garrec, Nedjma Scialom, René Vautier formen part del col·lectiu. Estan impulsats pel desig de fer un cinema documental militant fora de París.
Algunes pel·lícules són produïdes pel col·lectiu. Altres s'inclouen al catàleg per a la seva distribució. El catàleg Del colonialisme al socialisme inclou documentals sobre les lluites obreres a Bretanya, produïts pel col·lectiu, pel·lícules sobre Tanzània, Rhodèsia, Amazònia, la Larzac, Còrsega, qüestions socials i feministes, sobre la immigració a França.
El primer llargmetratge produït pel col·lectiu Quand tu disais Valéry, es va estrenar l'any 1976 i relata les lluites dels treballadors l'any 1975 a Trignac. Es produeix amb el Centre de Cultura Popular Saint-Nazaire i el suport de les seccions sindicals de la fàbrica, CGT i CFDT. La pel·lícula és encarregada pels treballadors en lluita i en part finançada per ells. La pel·lícula segueix la seva lluita durant quatre mesos. Dona veu als treballadors.
El 1975, Soazig Chappedelaine i René Vautier rodaren Quand les femmes ont pris la colère. Es tracta d'un documental sobre el viatge de dotze dones d'obrers de la fàbrica de Tréfimétaux, a Couëron. Per mostrar la seva solidaritat amb els seus marits en vaga, envaeixen el despatx del director. Reben en dues hores el que fa mesos que els seus marits demanen. La direcció de la fàbrica presenta una denúncia. Dotze dones estan acusades de confinament forçat. Demanen a la UPCB que documenti la seva lluita. La pel·lícula és testimoni de l'aparició d'una consciència col·lectiva, tant feminista com obrera.
El març de 1978, la UPCB va filmar Marée noire, colère rouge després de l'enfonsament de l'Amoco Cadiz davant de la costa de Bretanya.
Per manca de mitjans, la UPCB va cessar la seva activitat l'any 1981. En deu anys d'activitat, la unitat de producció cinematogràfica de Bretanya va produir deu llargmetratges i nombrosos curtmetratges.
Paral·lelament a aquesta producció descentralitzada, la UPCB va posar en marxa l'any 1974 el projecte de preservació de la producció audiovisual de la Bretanya. Durant el mateix període, el Musée de Bretagne va col·leccionar pel·lícules professionals i semi-professionals. André Colleu recull pel·lícules amateurs per donar testimoni del patrimoni de la regió. Aquestes tres iniciatives van portar a la creació de la Cinémathèque de Bretagne el 1986, que reuneix les tres col·leccions.